# 늑대의 제국
《늑대의 제국》(프랑스어: L'Empire Des Loups)은 2005년에 개봉한 프랑스 영화이다. 2003년에 나온 동명 원작 소설을 영화화한 것이다.

## 줄거리
알리 조버는 31세의 세련된 파리 주부 안나 에메스 역을 맡아 도시에서 벌어지는 끔찍한 살인 사건과 관련된 악몽과 환각을 경험한다. 동시에 비정통적인 시퍼(장 르노)와 신중한 경관 네르토(조셀린 퀴브린) 두 명의 경찰관이 살인 사건을 둘러싼 미스터리를 풀기 위해 노력한다. 안나가 자신이 재건 수술을 받아 튀르키예인 혈통을 숨겼다는 사실을 발견하면서 이야기는 더욱 복잡해진다. 일련의 사건들은 터키 마피아와의 대결과 안나의 암살자가 될 뻔한 사람의 죽음으로 이어진다.

## 출연
- 장 레노 - 시페르 역, 퇴직경찰
- 조슬랭 키브랭 - 폴 역, 형사 (파리 10구역 반장)
- 알리 호베르 - 아나 에임즈 / 세마 고칼프 역, 회색 늑대단 마약 운반책
- 라우라 모란테 - 마틸드 우라노 역, 정신과 의사
- 엘로디 나바르 - 여경 역

## 한국판 성우진(KBS) (2006년 10월 21일)
- 유남희 - 아나(알리 호베르)
- 구자형 - 폴(조슬랭 키브랭)
- 김기현 - 시페르(장 레노)
- 주희 - 마틸드(라우라 모란테)
- 문관일 - 마리우스(빈센트 흐라스)
- 양석정 - 로랑 형사(필리프 바스)
- 박상일 - 샬리에(파트리크 플뢰샤임)
- 안종국 - 폴의 상관(알베르 드레)
- 이종구 - 에커만 박사(디디에 소브그랭)
- 김환진 - 카라시릴(장미셸 티니벨리)
- 김창주 - 로페즈(필리프 뒤자네랑)
- 김태웅 - 아제르(다비드 카메노스) / 라비 교수(장피에르 마르탱)
- 박형욱 - 마리(상드라 모레노) / 비서(오렐리 메리엘)
- 사성웅 - 아미앵(에티엔 시코) / 의사(코랑탱 코사카스)
- 이미향 - 샬리에의 여친(도나시엔 뒤퐁) / 여경(엘로디 나바르)